# Glyptina ferruginea
Glyptina ferruginea är en skalbaggsart som beskrevs av Willis Blatchley 1924. Glyptina ferruginea ingår i släktet Glyptina och familjen bladbaggar. Inga underarter finns listade i Catalogue of Life.